# جورج ملكي
جورج فليكس ميشيل ملكي (بالسويدية: Felix Michel)‏ (23 يوليو 1994 بالسويد - ) هو لاعب كرة قدم سويدي في مركز الوسط. لعب مع نادي سيريانسكا.

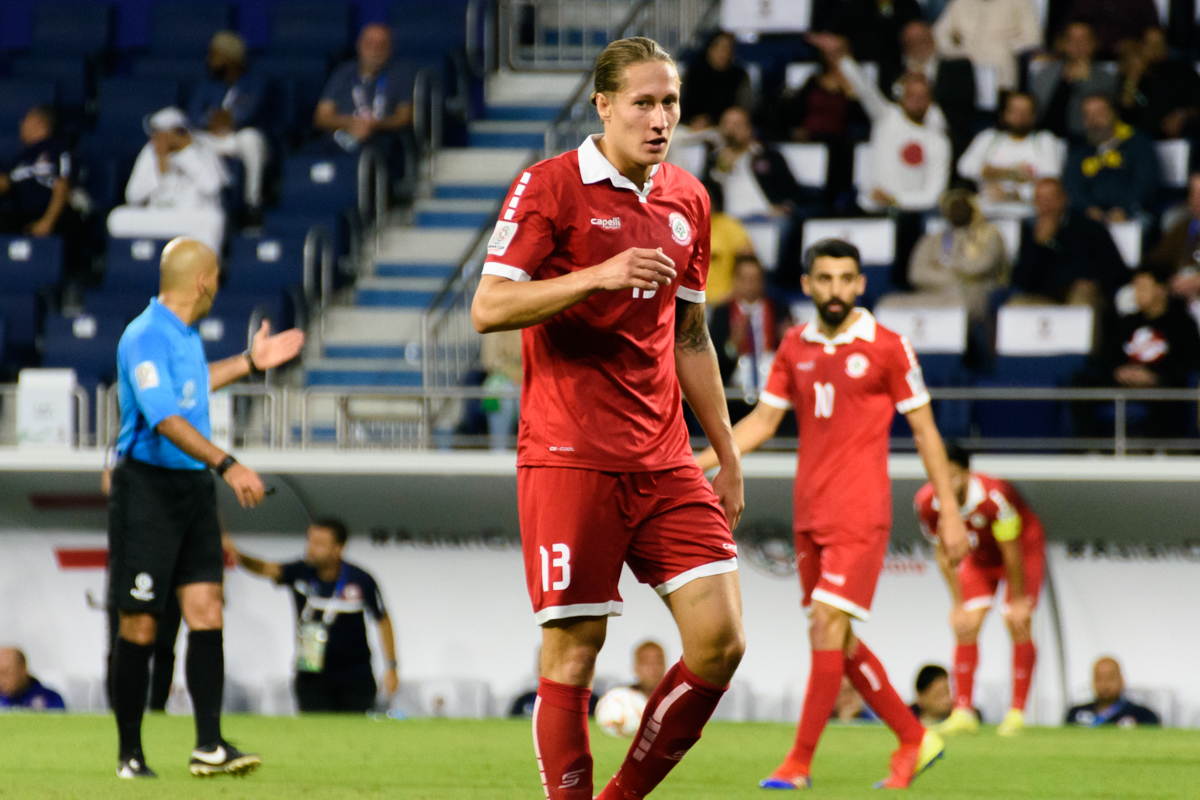
ملكي مع المنتخب اللبناني في كأس آسيا 2019.

## وصلات خارجية
- جورج ملكي على موقع اتحاد السويد (السويدية)
- جورج ملكي على موقع اتحاد تركيا (لاعب) (الإنجليزية)
- جورج ملكي على موقع قاعدة بيانات كرة القدم.إي يو (الإنجليزية)
- جورج ملكي على موقع ناشيونال فوتبول تيمز (الإنجليزية)
- جورج ملكي على موقع Soccerway.com (الإنجليزية)
- جورج ملكي على موقع عالم كرة القدم.نت (الإنجليزية)
- جورج ملكي على موقع كووورة